# Kristin De Smedt
Kristin De Smedt (Asse, 12 oktober 1959) is een Belgische hedendaagse componiste. 

## Opleiding
Na haar muziekstudies aan de academie van Asse begon Kristin op het Koninklijk Conservatorium Brussel. Eerst koos ze voor viool in de instrumentale richting om daarna te focussen op de geschreven disciplines. Ze volgde harmonie bij Peter Cabus, contrapunt en fuga bij componist Raphaël D'Haene. Ze behaalt uiteindelijk de meestergraad muziekschriftuur en het compositiediploma bij Raphaël D'Haene.

## Carrière
In het werk van De Smedt zijn duidelijk invloeden van D'Haene te merken. In tegenstelling tot de snelle evoluties die de hedendaagse tijd kenmerken, blijft De Smedt de traditie respecteren en het contact met de muziekgeschiedenis behouden. Zo zijn er invloeden van onder andere Bach, Beethoven en Berg te onderscheiden. Ze combineert het harmonische in haar werken met een prominente rol voor atonaliteit, wat het klassieke schoonheidsideaal in een moderne context plaatst.
Ook kunst en literatuur vormen meermaals een inspiratie voor haar werken, met liederen gebaseerd op versen en teksten, en een orkestwerk geïnspireerd door een schilder (zie composities).  
Ze gaf onder meer uit bij CeBeDeM.
De Smedt behoorde tot de weinige vrouwen die in die periode opdrachten kregen van de vaste waarden in de Vlaamse muzieksector. Ze wordt dan ook gezien als een van de toonaangevende vrouwen in de geschiedenis van de Vlaamse compositie.
Naast het componeren legde De Smedt zich ook toe op doceren. Zo was ze
- docente geschreven harmonie aan SAMW Sint-Niklaas
- docente schriftuur Lemmensinstituut Leuven
- sinds 1985, docente harmonie, contrapunt en fuga en bijkomend vakdidacticus schriftuur en opleidingsverantwoordelijke voor de afdeling schriftuur aan het Koninklijk Conservatorium Brussel.

### Onderscheidingen
- De Prijs Gevaert voor fuga.
- De Prijs Horlait-Dapsens, een medische en artistieke stichting.
- De Prijs Marguerite Koenigsberg voor muziekgeschiedenis.
- In 1999 krijgt De Smedt de compositieprijs van de Koninklijke Vlaamse Academie voor Wetenschappen en Kunsten van België voor haar Strijkkwartet.

### Composities
- Liederen op tekst van Guide Gezelle (1989)
- Dialogo voor Viool en Cello (1988)
- Liederen op tekst van Paul Van Ostaijen (1994)
- Landschap (1994), voor orkest
- Impulsion voor altviool en piano (1996)
- Canzone (1997)
- Strijkkwartet (1998), geïnspireerd op klassieke kwartettraditie maar met hedendaagse en eigen invloeden.
- Sinfonia per organo (1990), orkestraal klankstuk voor orgel.
- Tableaux Sonores (2001) voor orkest, naar de schilderijen van James Ensor.
- Stimmungen (2002), koorwerk gebaseerd op de teksten van Conrad Ferdinand Meyer.
- Diamanten wandern (2004)